# Patty Cake
Patty Cake è un singolo del rapper statunitense YG, pubblicato il 2 gennaio 2011 su etichetta Def Jam.

## Tracce
1. Patty Cake – 3:15